# Poskusi atentatov na Volodimirja Zelenskega
Po navedbah ukrajinskih vladnih uradnikov je ukrajinski predsednik Volodimir Zelenski preživel številne poskuse atentata ruskih agentov.

## Ozadje
Z namenom hitrega končanja ruske invazije na Ukrajino leta 2022, je Rusija načrtovala napad na Kijev, glavno mesto Ukrajine in pri tem uničila vodstvo Ukrajine. Predsedniški svetovalec Mihail Podoljak je izjavil, da je "ključni namen Rusije odstraniti najvišje vodstvo države, ustvariti največjo paniko in poskusiti vzpostaviti lastno marionetno vlado".

## Poskusi
Po navedbah ukrajinske vlade je v začetku februarja 2022 ruski predsednik Vladimir Putin naročil čečenskemu voditelju Ramzanu Kadirovu, naj odstrani ukrajinske voditelje. V začetku marca je ukrajinska obveščevalna služba sporočila, da so bili čečenski plačanci "odstranjeni" s pomočjo agentov FSB, ki so naklonjeni Ukrajini.
Poročali so, da je bilo do konca februarja 2022 v Kijevu več kot 400 ruskih plačancev skupine Wagner z namenom umora Zelenskega in posledično destabilizacijo vlade, da bi Rusija prevzela nadzor.

## Število poskusov
Med invazijo so obstajala nasprotujoča si poročila o številu poskusov atentata na Zelenskega. Predsedniški svetovalec Podolijak je to omenil v pogovoru za ukrajinsko Pravdo in dejal: "Naši tuji partnerji govorijo o dveh ali treh poskusih. Verjamem, da je bilo poskusov več kot ducat."
V soboto, 26. februarja 2022, je bil na obrobju Kijeva z likvidacijo čečenskih plačancev atentatorjev preprečen poskus atentata.
V začetku marca 2022 je vodja ukrajinskega sveta za nacionalno varnost Oleksij Danilov dejal, da je Zelenski preživel tri poskuse atentata v enem tednu. Danilov je pomoč pripisal proti-vojno naklonjenim obveščevalnim uradnikom v okviru ruske zvezne varnostne službe (FSB), ki so z ukrajinskimi silami delili informacije o načrtovanih napadih dveh skupin čečenskih morilcev.

## Odzivi
Med intervjujem za CBS je ameriški državni sekretar Antony Blinken sporočil, da se je ukrajinska vlada pripravila na morebitno smrt Zelenskega v invaziji, vendar dodatnih podrobnosti ni razkrila.